# La Quinta
La Quinta is een plaats (city) in de Amerikaanse staat Californië, en valt bestuurlijk gezien onder Riverside County. La Quinta betekent 'de vijfde' in het Spaans en het is een van de negen steden in de Coachella Valley. La Quinta heeft een bevolkingsaantal van 37,585.
De stad begon eind negentiende eeuw te groeien en werd op 1 mei 1982 opgenomen in Riverside County. 
La Quinta is vooral bekend om zijn vele golfbanen.

## Geschiedenis
De Cahuilia indianen waren net als op veel andere plekken in de Coachella Valley de eerste inwoners. Eind negentiende eeuw, begin twintigste eeuw werd het gebied omgebouwd voor de landbouw. Hierdoor werden er speciale irrigatiekanaaltjes aangelegd die water uit de bergen en de warmwaterbronnen aanvoerde.
In 1926 werd de La Quinta Country Club opgericht en de eerste golfbaan van de Coachella Valley gebouwd. In de jaren 30 werd de California State Route 111 door de stad aangelegd.
Net als veel andere steden in de Coachella Valley, begon La Quinta pas in de jaren 80 te groeien. Op 1 mei 1982 werd de stad opgenomen in Riverside County. In 1980 had de stad maar 4.200 inwoners, in 1990 was dit aantal uitgeroeid naar 11.215.

## Geografie
La Quinta heeft een oppervlakte van 92,42 km2. 91,32 km2 is land en 1,1 km2 bestaat uit water. De stad ligt zo'n 22 meter boven de zeespiegel. De stad ligt op de bodem van de Coachella Valley en wordt volledig omgeven door de Santa Rosa Mountains. Ook ligt La Quinta relatief dicht bij de San Andreasbreuk.

### Klimaat
Het klimaat van de Coachella Valley wordt erg beïnvloed door de omliggende bergketens, die er voor zorgen dat het vrijwel het hele jaar door warm is. De gemiddelde temperatuur in La Quinta is 31,9°C. 's Zomers ligt de temperatuur rond de 42°C, met uitschieters naar de 49°C. 's Nachts ligt de temperatuur rond de 28°C. De winters zijn wat koeler, met temperaturen tussen de 20 en 30°C. Jaarlijks valt er ongeveer 100 mm aan neerslag en de stad heeft gemiddeld 348 dagen zon.  De hoogste temperatuur ooit in La Quinta was 52 °C op 6 juli 1905.

## Demografie
Bij de volkstelling in 2000 werd het aantal inwoners vastgesteld op 23.694. In 2010 was dit aantal uitgeroeid tot 37.467 inwoners. Per 2023 heeft La Quinta 37.585 inwoners, waarmee het de 229ste stad van Californië en de 1201ste stad van de VS is. De bevolkingsdichtheid is 407 personen per km2. De gemiddelde leeftijd in La Quinta is 48,6 jaar. Het gemiddelde jaarinkomen is $120.844 (€110.967,42). In de stad woont 16% in armoede.

### Etniciteit
De grootste etniciteit in La Quinta is wit, de kleinste is Pacifisch. Hier volgt een opsomming van alle etniciteiten in La Quinta:
- Wit: 72,32% (30.536), hiervan is 54,25% niet-Hispanic en 19,07% Hispanic.
- Overige etniciteit: 11,53% (4.804)
- Twee of meer etniciteiten: 8,45% (3.519)

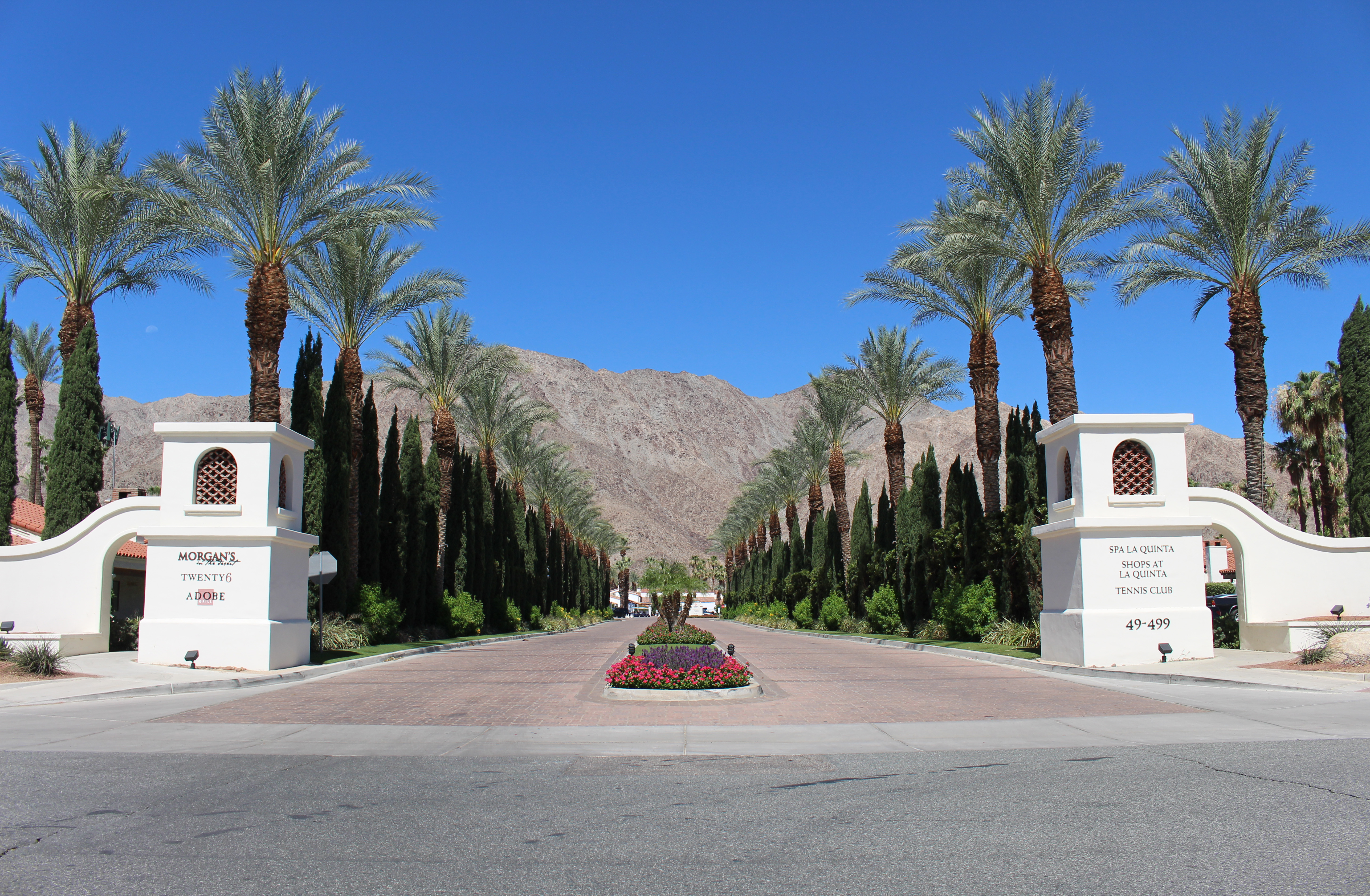
De La Quinta Country Club

- Aziatisch: 4,46% (1.857)
- Afro-Amerikaans: 1,91% (797)
- Native American: 0,24% (99)
- De La Quinta Country ClubPacific of Hawaïaans: 0,09% (39)

### Huisbezetting
Er zijn in totaal 16.929 huizen in La Quinta. Het gemiddelde percentage van inwoners met een koopwoning is 72,4% en 27,6% huurt een woning. Het gemiddelde huishouden bestaat uit 2 mensen en het gemiddelde gezin bestaat uit 3 à 4 mensen. De gemiddelde prijs voor een woning is $749.500 (€688.243). Het grootste aantal huisbezitters zijn koppels. 

### Taal
De meest gesproken taal in La Quinta is Engels. 70,41% spreekt alleen Engels, 23,95% heeft Spaans als tweede taal, 3,17% heeft Aziatisch als tweede of derde taal, 2,13% heeft een overige Indo-Europeaanse taal als tweede of derde taal en 0,34% spreekt ook een overige taal. 

### Seizoensmigratie
Doordat La Quinta erg populair is in de wintermaanden, komen er veel overwinteraars uit het noorden naar de stad. Hierdoor neemt het aantal inwoners vaak tussen de 50 en 90% toe. Ook komen er veel mensen die lange tijd op campings zitten.

## Transport

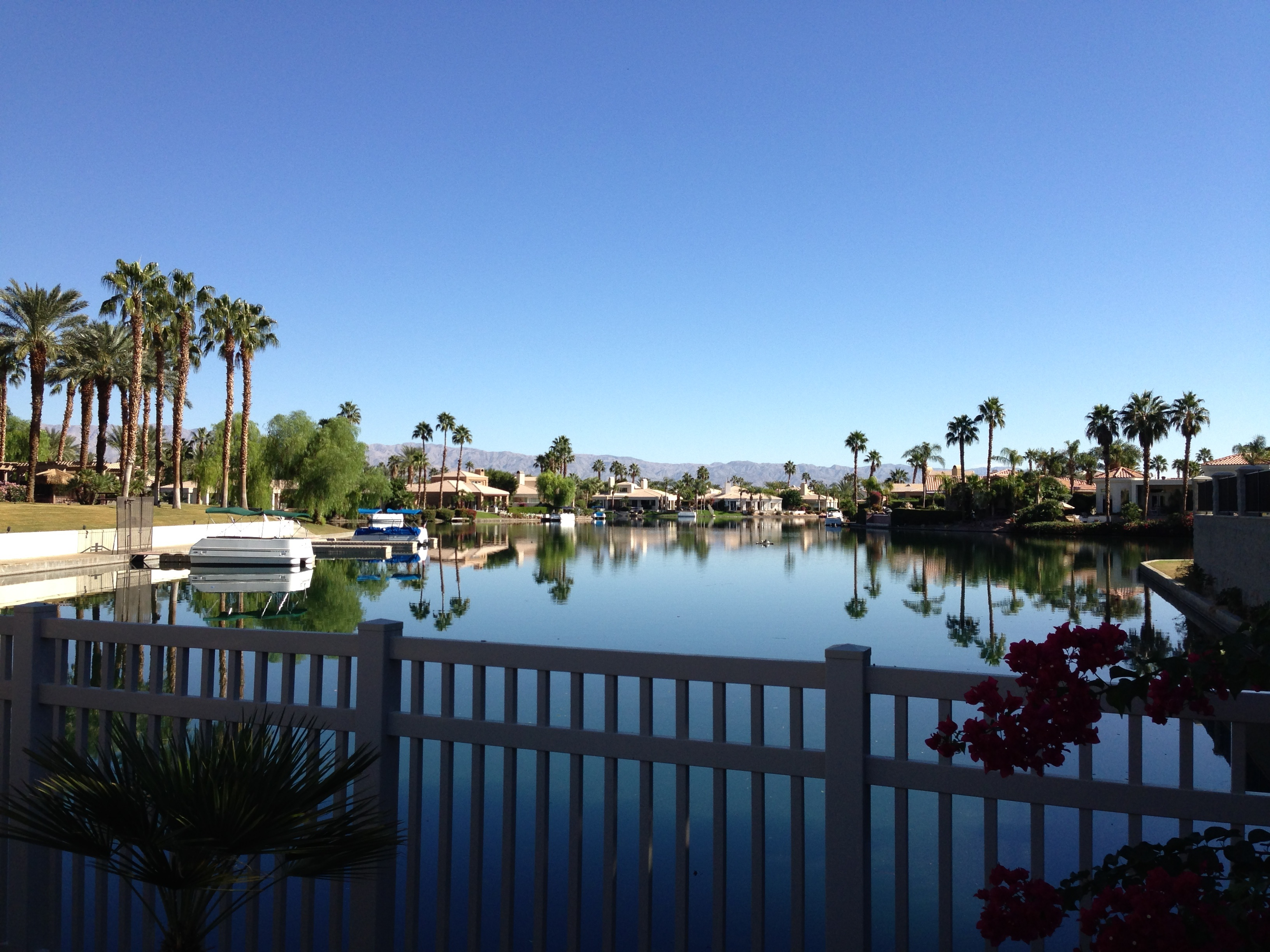
Lake La Quinta.

Door La Quinta loopt State Route 111, die door de gehele Coachella Valley loopt. De route eindigt in Palm Springs, bij de Interstate 10. De Sunline Transit Agency verzorgt buslijnen naar La Quinta. 
Het dichtstbijzijnde vliegveld en treinstation bevinden zich in Palm Springs.

## Bekende inwoners

### Huidige inwoners
- Jack Jones - zanger
- Clint Eastwood - acteur
- Tony Robbins - coach, spreker en schrijver
- Captain & Tennille - muziekduo
- Tarek El Moussa - belegger en tv-persoonlijkheid
- Fred Couples - golfer
- Monte Scheinblum - golfer
- Jenna Ortega[6] - actrice
- Thomas Edward John jr. - honkballer

### Voormalige inwoners
- Merv Griffin - zanger, producent en presentator (overleden)
- Arnold Palmer - golfer en restauranteigenaar (overleden)
- William Devane - acteur en restauranteigenaar
- Tyler Hilton - zanger
- Anthony Kim - golfer
- Aubrey O'Day - zangeres en actrice
- Mitchell Paige - kolonel van het Amerikaanse leger (overleden)
- Dorothy Hamill - kunstschaatser

## Plaatsen in de nabije omgeving
De onderstaande figuur toont nabijgelegen plaatsen in een straal van 16 km rond La Quinta.